# Karel Fridrich
Karel Fridrich (7. srpna 1926 Duchcov – 1996 Jeseník) byl český ekonom a československý disident – signatář Charty 77.

## Biografie
Pocházel z rodiny restauratéra Františka Fridricha, který se vyznamenal jako legionář v bitvě u Doss Alto.
Byl významným členem Socialistického hnutí československých občanů, kde spolu s dalšími brněnskými členy vystupovali jako „Komunisté v opozici“. V roce 1972 byl odsouzen v politickém procesu s Jaroslavem Šabatou a spol. Mezi spoluodsouzené v tomto brněnském procesu patřili: Alfréd Černý, Zdeněk Přikryl, Antonín Rusek, Karel Čejka a Jiří Zaoral. V následném období normalizace se stal disidentem a byl také prvním signatářem Charty 77 v Brně.